# 托尔·延森
托尔·延森（挪威語：Thor Jensen，1889年6月4日—1976年12月9日），生于克拉格勒，挪威前男子竞技体操运动员。他曾代表挪威获得1912年夏季奥运会体操比赛男子团体瑞典式铜牌。